# 이영화 (성악가)
이영화(1963년 ~ )는 대한민국의 테너, 성악가, 지휘자이자 대학원장, 음대교수이다. 1984년 ~ 1991년 단국대학교 성악과 학사학위를 받았고 단국대학교대학원 성악과 석사학위를 취득하였다. 1994년 이탈리아로 유학을 떠났다. 로마 산타 체칠리아 국립음악원 Attestato를 취득했고 로마 A.I.D.M 아카데미아에서 Diploma를 취득했고 아카데미아 로마나 델레아르티(Accademia Romana Delle Arti)최고전문가과정 Diploma를 했고 페스카라 시립 고등음악원 오페라지휘과 Diploma취득, 렛체 티토 스키파 국립음악원(Conservatorio "Tito Schipa" di Lecce)에서 Diploma를 받았다.
1996년 이탈리아 라티나 라우리 볼피 국제성악콩쿨에서 1위를 하였고 1997년 제3회 이탈리아 로마 국제오페라콩쿨에서 1위 한 후 1997년 로마 국립극장 베르디 오페라 '라 트라비아타'로 정식 데뷔하였다. 귀국하여 2005년 3월부터 2006년 2월까지 서울대학교 강사와 2006년 3월부터 2010년 2월 안양대학교 교수를 거쳐 2010년부터 단국대 교수로 재직 중이다. 2006년 4월부터 2008년 6월까지 가톨릭 심포니 오케스트라 음악감독과 상임지휘자를 맡았다.
현재는 단국대학교 문화예술대학원 원장이며 제4재 한국성악가협회 이사장과 단국대 음악.예술대학 학장을 역임하였다. 단국대학교 음악대학 교수이고 이탈리아 베네치아에 있는 문화협회 "Amici dell'arte"예술감독이며 오케스트라 카파무지카 예술감독이다. 2009년 4월 29일 강남의 노보텔 엠배서드에서는 오케스트라 카파무지카의 창단 공연을 하면서 성악가에서 지휘자로 변신하였고 이탈리아 북부 4개도시 순회연주도 지휘하였다.
그의 발성과 창법은 가히 벨칸토의 정수라고 해도 과언이 아니다. 후두를 과도하게 눌러 큰소리만 내는 인위적인 발성을 추구하는 테너들이 많은 지금, 그는 리릭 레쩨로의 악기로 얼마든지 다양한 레파토리를 소화해낼 수 있음을 증명하였고, 자유롭고 거칠 것이 없는 발성과 유려한 테크닉으로 벨칸토의 유산을 잇고 있다는 점에서 테너의 롤모델로 손색이 없다.

## 학력
- 이탈리아 렛체 티토 스키파 국립음악원 디플로마
- 아카데미아 로마나 델레 아르티 최고전문가과정 디플로마
- 이탈리아 A.I.D.M 아카데미아디플로마
- 페스카라 시립아카데미 오페라지휘과 디플로마
- 로마 산타 체칠리아 국립아카데미 아테스타토
- 단국대학교 대학원 성악과 석사 졸업
- 1984년 ~ 1991년 단국대학교 성악과 (학사)

## 약력
- 단국대학교 문화예술대학원 원장(2021년6월~ )
- 단국대학교 음악.예술대학 학장
- 제4대 한국성악가협회 이사장
- 단국대학교 음악대학 성악과 교수
- 오케스트라 카파무지카 예술총감독, 상임지휘자
- 이탈리아 베네치아 Amici dell'arte 예술감독
- 국제ROTARY 3650지구 문화봉사위원장(2014~15)
- 국제ROTARY 3650지구 한성로타리클럽 회장(2014~15)
- 국제ROTARY 3650지구 5지역대표(2015~16)
- 2006년 4월 ~ 2008년 6월 가톨릭 심포니 오케스트라 음악감독, 상임지휘자
- 2006년 3월~2010 안양대학교 교수
- 2006년 3월~2007년 2월 단국대학교 강사
- 2005년 3월~2006년 2월 서울대학교 강사

## 수상
- 1998년 제7회 스페인 훌리앙가야레 국제성악콩쿨 호세카레라스 최고테너상
- 1998년 제4회 이탈리아 리카르도 잔도나이 국제성악콩쿨 2위
- 1997년 제3회 이탈리아 로마 국제오페라콩쿨 1위
- 1996년 이탈리아 라티나 라우리 볼피 국제성악콩쿨 1위

## 공연
- 2004년 오페라 <마술피리>
- 2004년 오페라 <사랑의 묘약>
- 2004년 오페라 <여자는 다 그래>